# 維什內韋
維什内韋（羅馬化：Vyshneve；或按俄语译为维什涅沃耶）是乌克兰基辅州布恰区维什内韦市镇内的城市及该市镇的行政中心，2020年7月18日前隶属于基輔-斯維亞托申區。該市距離首都基輔2公里，始建於1887年，面積25.2平方公里，海拔高度176米，2022年人口数量为42,983人。

## 图集

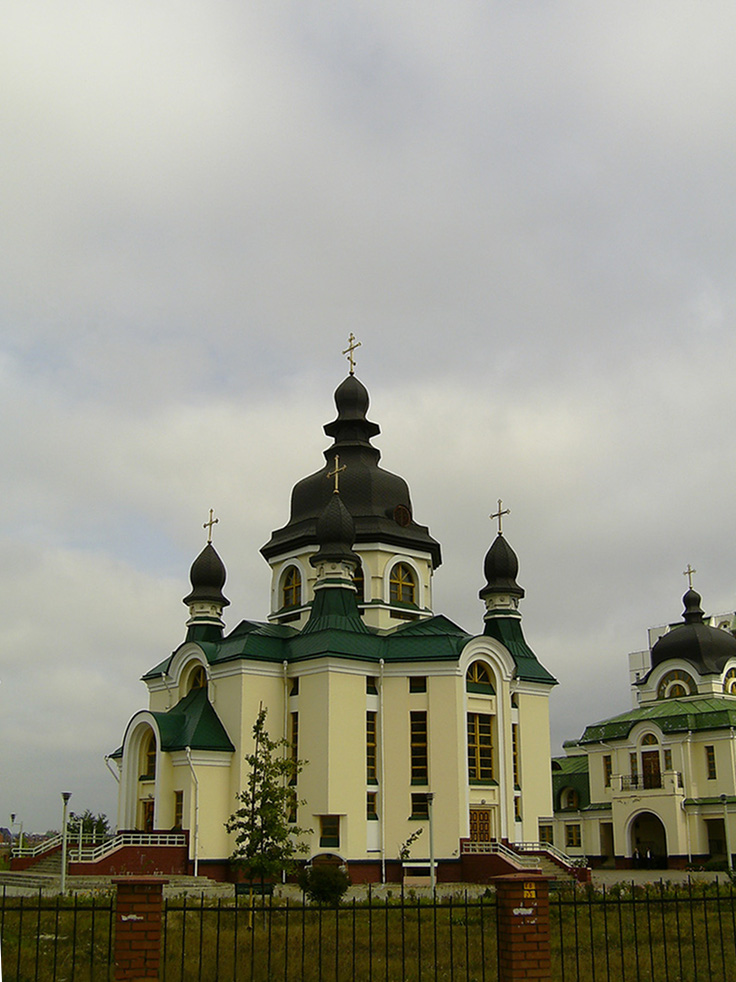
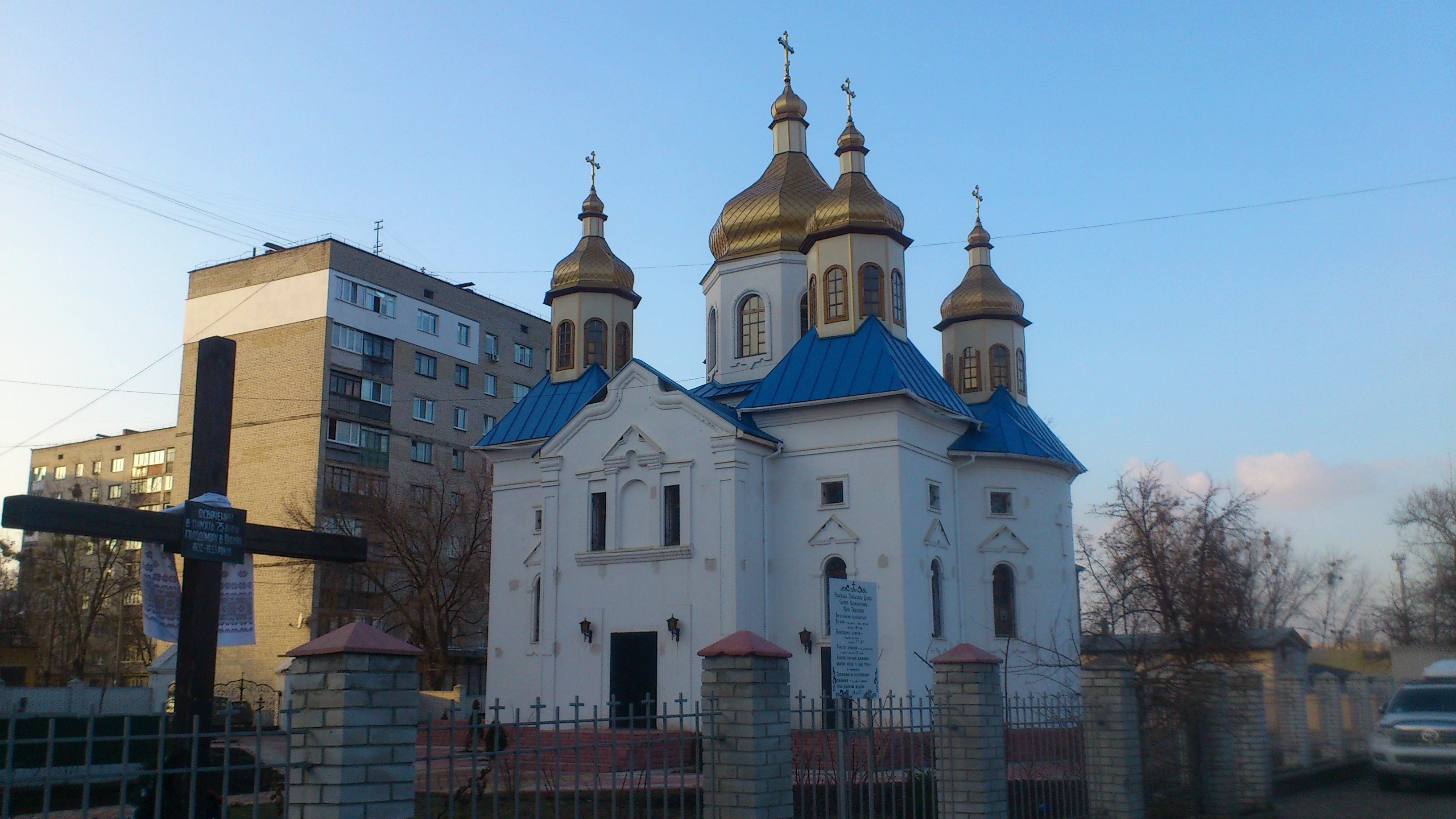
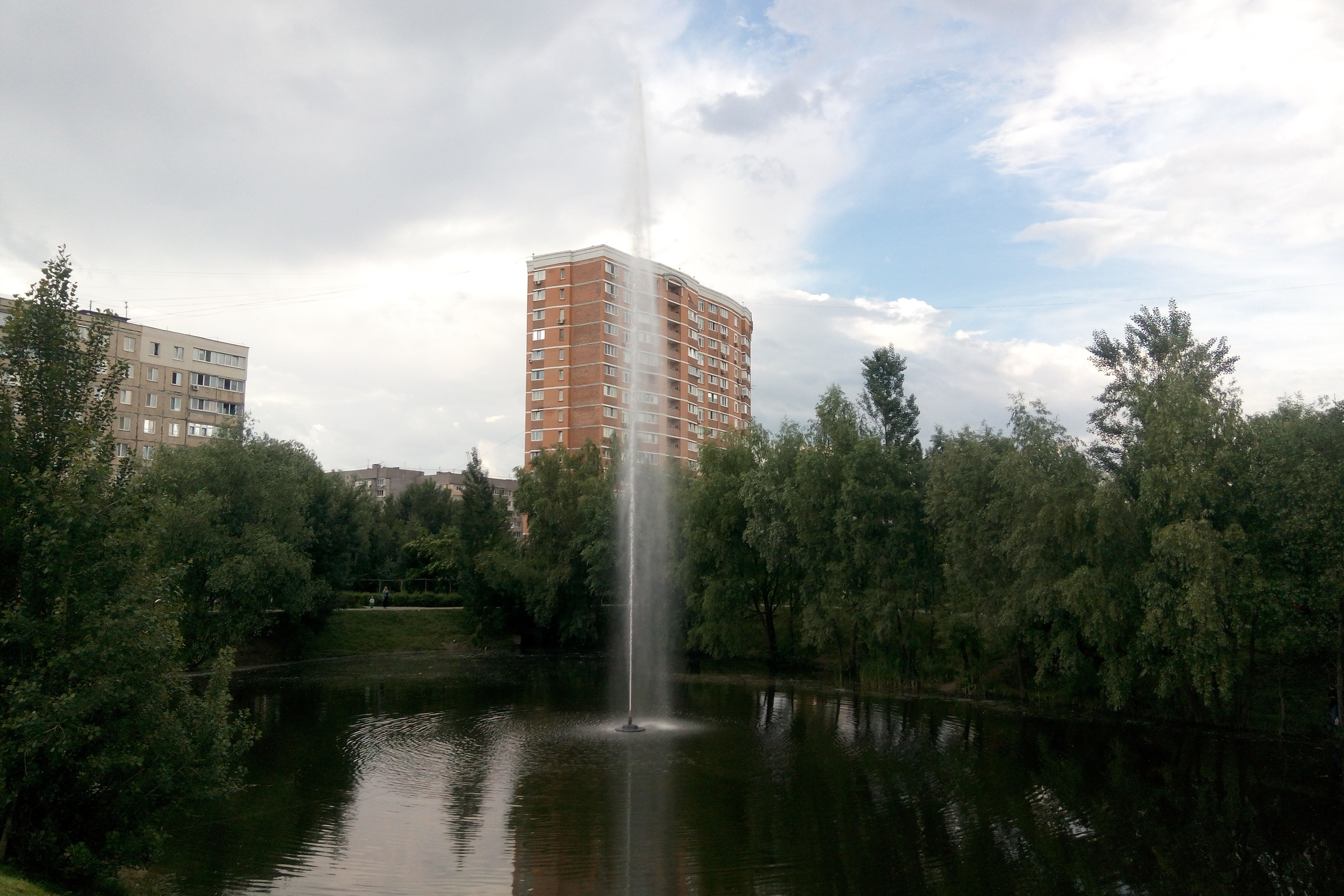
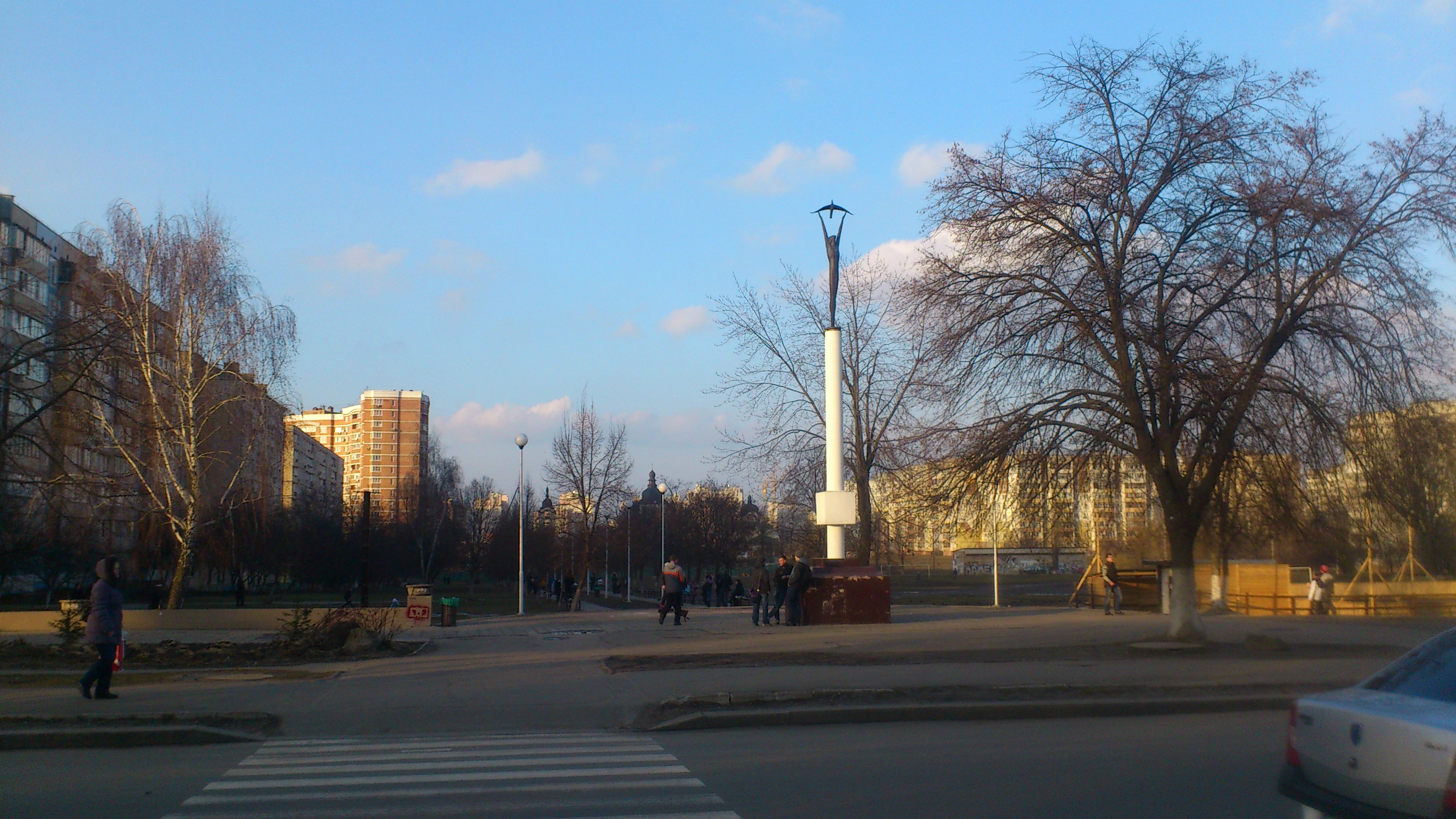
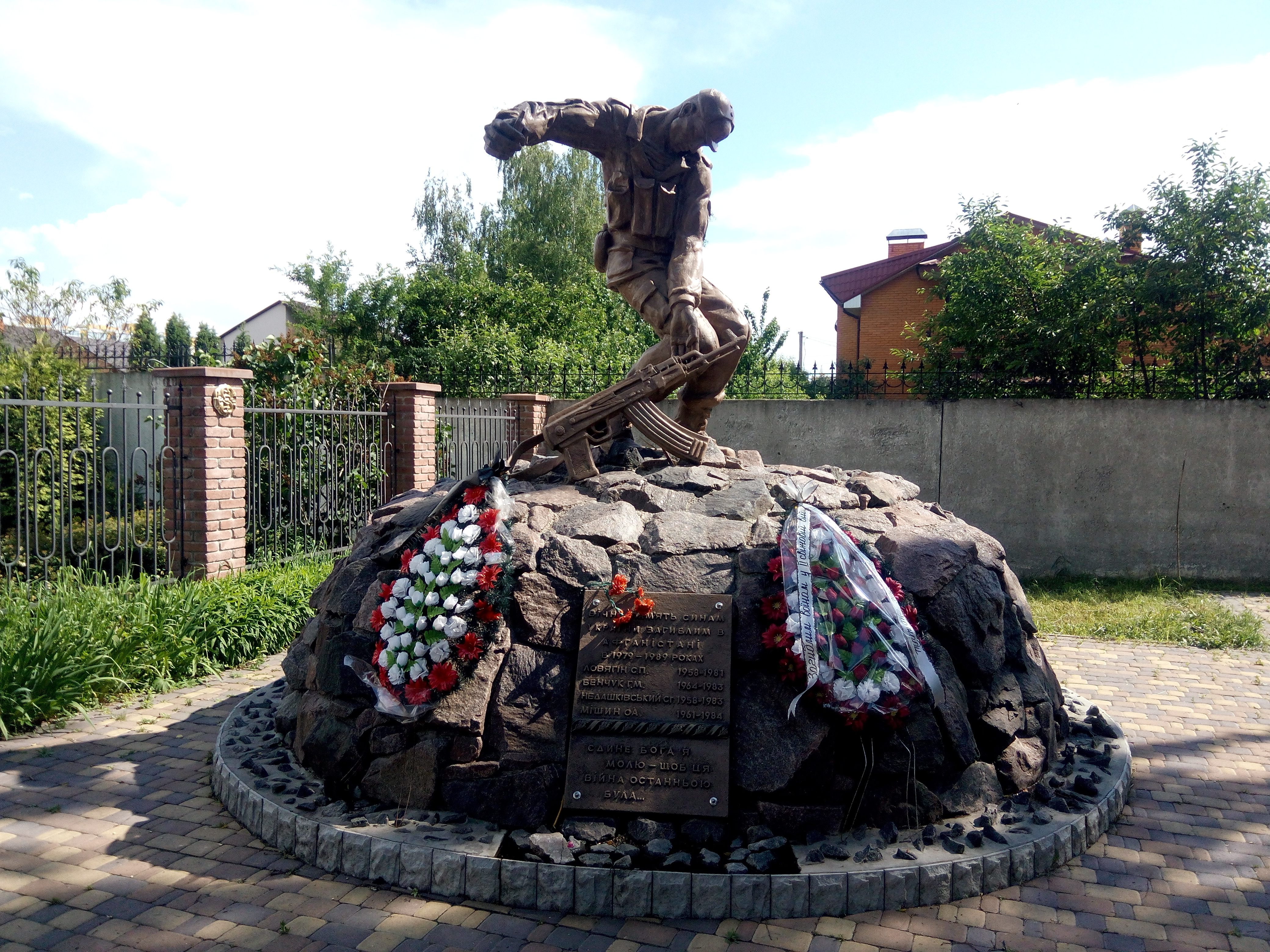
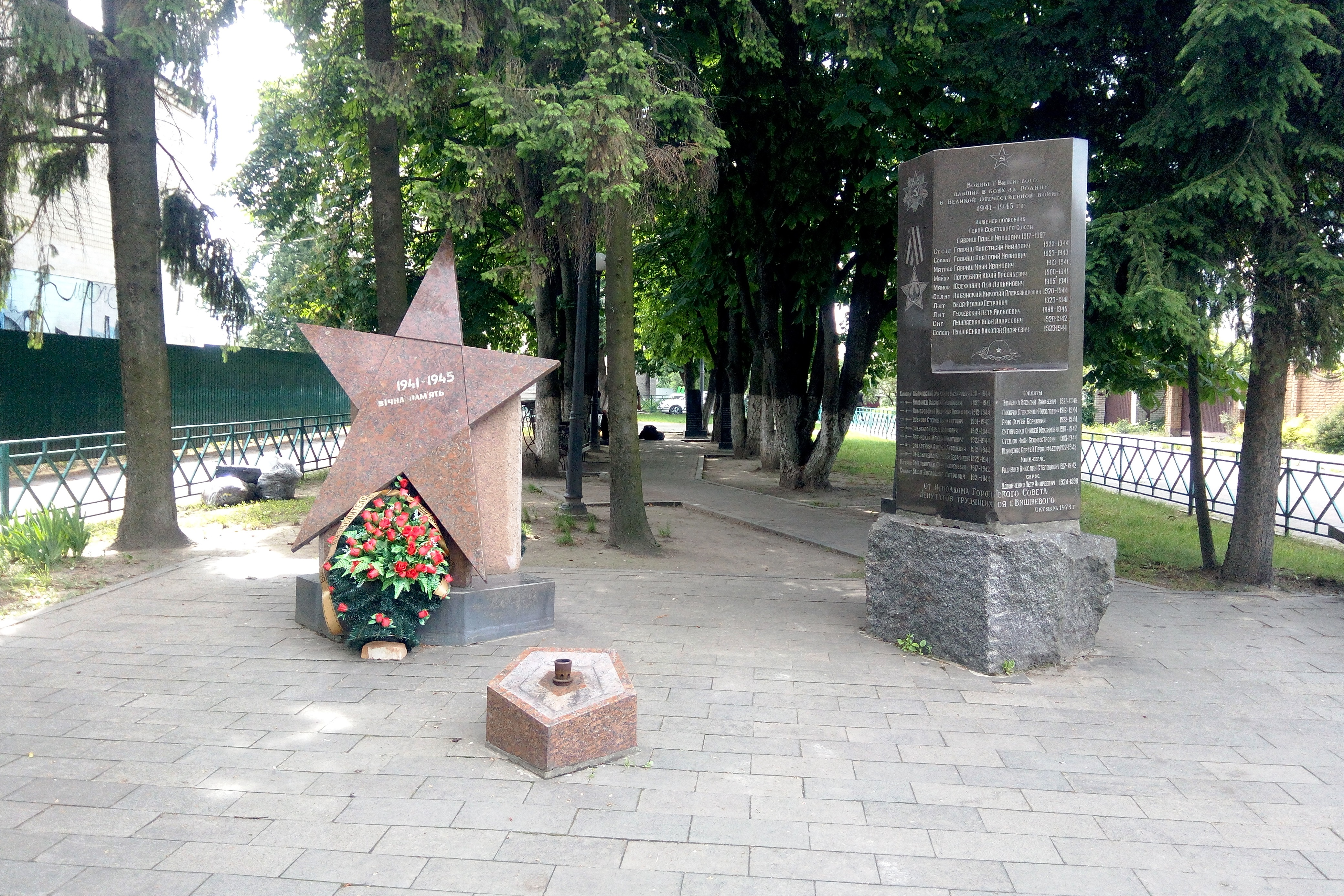
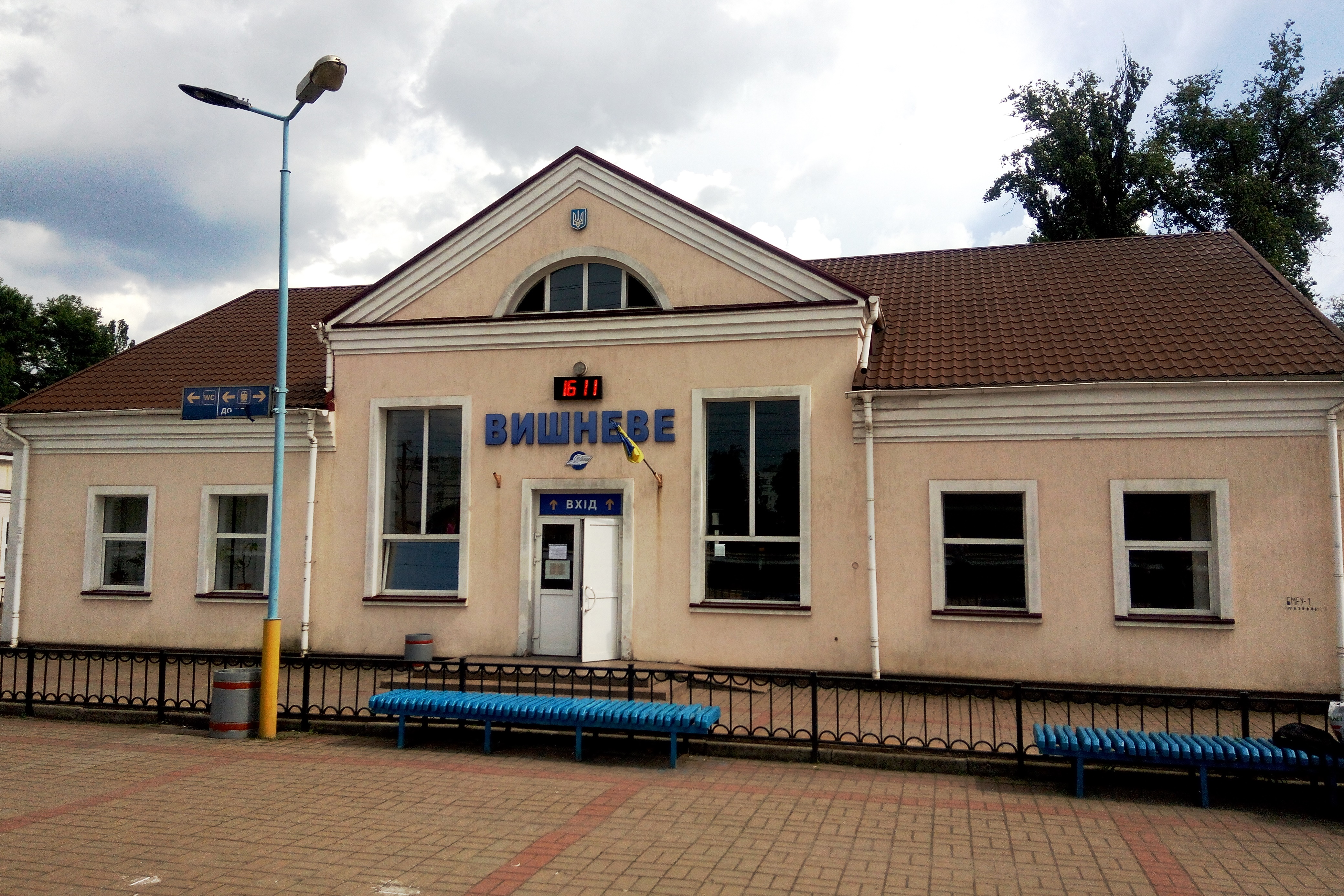

## 友好城市
- 乌克兰 科洛梅亞

## 備註
1. ↑  俄语：，羅馬化：Vishnyovoye